# AJ (AJ-米田渡-のアルバム)
『AJ』（エージェー）は、2014年3月14日にC-C-B出身のメンバーで構成されたバンド『AJ-米田渡-』がリリースした1枚目のミニアルバムである。

## 解説
- AJ-米田渡-とは、渡辺英樹・田口智治・米川英之によるユニット。
- C-C-B時代にライブで演奏していたインストゥルメンタル曲『赤いセーターの女の子』が収録されている。

## 収録曲
| #  | タイトル                                           | 作詞     | 作曲               | 編曲                                 |
| -- | -------------------------------------------------- | -------- | ------------------ | ------------------------------------ |
| 1. | 「ようこそ」                                       | 渡辺英樹 | 米川英之           | AJ-米田渡-                           |
| 2. | 「ナツハレ」                                       | 渡辺英樹 | 田口智治           | 米川英之、ホーンアレンジ：松木隆裕   |
| 3. | 「シーラカンス」                                   | 渡辺英樹 | 米川英之           | AJ-米田渡-                           |
| 4. | 「間違いに気づいた今でもあなたのこと求めつづける」 | 渡辺英樹 | 米川英之           | AJ-米田渡-                           |
| 5. | 「冒険のスズメ」                                   | 渡辺英樹 | 米川英之・田口智治 | AJ-米田渡-、ホーンアレンジ：松木隆裕 |
| 6. | 「赤いセーターの女の子」(Instrumental)             |          | 米川英之           | 米川英之・田口智治                   |

## 楽曲解説
1. ようこそ
  - 新曲。
2. ナツハレ
  - 2013年に行われた『末吉のススメ』というライブで初公開となった楽曲。田口のFacebookの投稿ではC-C-Bのシングル『Love Is Magic』とカップリング曲の『約束』とこの『ナツハレ』の流れは1つのテーマがあり『未来に向かうための始まりという意味合い』と述べている。
3. シーラカンス
  - 2013年の『AJ -米田渡- TOUR 2013 「Let's Go Climax」で初公開となった楽曲』。この楽曲をライブで演奏する際に米川がシーラカンスギターを弾くという演出が度々行われた。
4. 間違いに気づいた今でもあなたのこと求めつづける
  - 新曲。
5. 冒険のスズメ
  - 2011年の『冒険のスズメ Tour』で初公開となった楽曲。C-C-Bの楽曲『冒険のススメ』を思わせるようなアレンジもある。『AJ-米田渡-』で最初のオリジナル楽曲。
6. 赤いセーターの女の子
  - 4人体制になったC-C-Bの初ツアー『The Flying Trip Tour』(1987年6月頃からスタート)で初演奏され、その後1988年初期まで演奏されていたが、音源化される事も無く幻の楽曲となっていた。

## 演奏
- 渡辺英樹 - ベース、ヴォーカル、コーラス
- 田口智治 - キーボード、コーラス
- 米川英之 - ギター、ヴォーカル、コーラス
- 岡本郭男 - ドラムス
- 松木隆裕 - トランペット、フリューゲルホルン
- 吉田俊之 - トロンボーン
- 包国充 - テナーサックス
- 入山和代 - トランペット、フリューゲルホルン
- 岩瀬聡 - マニピュレーター

　ほか